# Infiniti Q30
De Infiniti Q30 is een luxe hatchback uit het C-segment van het Japanse automerk Infiniti, het luxemerk van Nissan. De Q30 werd in 2015 gepresenteerd en deelt zijn aandrijflijn en techniek met de Mercedes-Benz A-Klasse. Productie en/of levering begonnen in 2016 in Europa, Amerika en China. Bij zijn introductie waren er vier benzine- en drie dieselmotoren beschikbaar.
De Q30 staat op het MPA-platform van Daimler waaronder de Mercedes-Benz A-Klasse op staat.